# Florence, Montana
Florence är en så kallad census-designated place i Ravalli County i Montana. Vid 2010 års folkräkning hade Florence 765 invånare.